# ولادیمیر آرنولد
ولادیمیر ایگورویچ آرنولد (به روسی: Влади́мир И́горевич Арно́льд) (ترانویسی ِ لاتین: Vladimir Igorevič Arnol'd) (زادهٔ ۱۲ ژوئن ۱۹۳۷ در اودسا، اتحاد جماهیر شوروی سوسیالیستی – درگذشتهٔ ۳ ژوئن ۲۰۱۰ در پاریس، فرانسه) ریاضیدان روس بود. اگرچه وی را بیش از هر چیزی به خاطر قضیه کولموگروف-آرنولد-موزر در مورد پایداری سامانه های انتگرالپذیر می شناسند، اما او مشارکتهای متعددی در زمینه های سامانه های دینامیکی، نظریه فاجعه، توپولوژی، هندسه جبری، مکانیک کلاسیک، قضیه تکینگی و رده بندی ای دی ای داشته است. او هم‌چنین برای کار در زمینه معادلات دیفرانسیل غیرخطی در سال ۱۹۸۲ برنده جایزه‌ی کرافورد شد.